# Sastragala
Sastragala is een geslacht van wantsen uit de familie van de Acanthosomatidae (Kielwantsen). Het geslacht werd voor het eerst wetenschappelijk beschreven door Amyot & Serville in 1843.

## Soorten
Het genus bevat de volgende soorten:

- Sastragala binotata Distant, 1887
- Sastragala bipunctata Ahmad & Moizuddin, 1990
- Sastragala edessoides Distant, 1900
- Sastragala esakii Hasegawa, 1959
- Sastragala guttamellis Breddin, 1903
- Sastragala guttasanguinis Breddin, 1902
- Sastragala heterospila (Walker, 1867)
- Sastragala javanensis Distant, 1887
- Sastragala kunmingensis Liu, 1987
- Sastragala marreeana Distant, 1900
- Sastragala modesta Distant, 1918
- Sastragala mustelina Distant, 1887
- Sastragala nigrolineata (Stål, 1876)
- Sastragala notata (Dallas, 1851)
- Sastragala obtusispina Stål, 1871
- Sastragala parmata Distant, 1887
- Sastragala scutellata (Scott, 1874)
- Sastragala sigillata (Stål, 1876)
- Sastragala smaragdina Distant, 1903
- Sastragala spiculigera Stål, 1871
- Sastragala subducta (Stål, 1871)
- Sastragala tristicta Breddin, 1901
- Sastragala uniguttata (Donovan, 1801)
- Sastragala variolosa (Westwood, 1837)
- Sastragala versicolor Distant, 1910
- Sastragala yunnana (Hsiao & Liu, 1977)